# Vekerdi Béla
Vekerdi Béla (Hódmezővásárhely, 1882. február 9. – Debrecen, 1970. március 4.) matematika-fizika szakos tanár, iskolaigazgató.

## Élete
Apja Vekerdi (Nagy) József az Önsegélyező Takarékegylet igazgatója volt, édesanyja Adler Jozefa. Alap- és középfokú iskoláit szülőhelyén végezte. 1899-ben érettségizett, majd a Budapesti Tudományegyetemen és a Műegyetemen folytatta felsőfokú tanulmányait. 1906-ban kapta meg matematika–fizika szakos középiskolai tanári oklevelét.
Tanári pályafutását egykori iskolájában, a hódmezővásárhelyi református gimnáziumban kezdte el. Szaktárgyain kívül a latin nyelvet is tanította. Első cikkében éppen ezért foglalkozott a latin nyelv tanításának a problémáival; utána fordult a logika és a filozófia kérdései felé. 1917-ben filozófiából doktorált Budapesten. Disszertációjában az induktív kutatási módszerek fejlődésének történetével foglalkozott.
1922-ben, Debrecenben vette feleségül a székely származású Király Ilonát (1892–1977), a Dóczi Polgári Leányiskolájának igazgatónőjét. Fiaik: Vekerdi László, tudománytörténész és Vekerdi József, irodalomtörténész. Unokaöccse Vekerdy Tamás pszichológus.
1922–36 között a debreceni Református Gimnázium tanára volt. 1925-ben egyetemi magántanári képesítést szerzett a Debreceni Tudományegyetemen filozófiából. Egyetemi magántanárként a természettudományos kutatások logikai módszereiről, az akaratszabadság problémájáról adott elő.
1927-ben a Matematikai földrajz elemei címmel tankönyvet írt. 1934-től a Debreceni Tudományegyetem tanárképző intézetében a középiskolai matematika didaktikáját adta elő. 1936-tól a Debreceni Református Dóczi Tanítónőképző Intézet igazgatója. 1934/35-ben és 1935/36-ban pedagógiát tanított a debreceni egyetem Tanárképző Intézetében. 1944-től nyugdíjas, de még a II. világháború után is szükség van a munkájára, másfél évtizedig tanított óraadóként a Református Gimnáziumban.

## Publikációi
- Hogyan tanítsuk a latin nyelvet? Hódmezővásárhely, 1914
- Tanítsuk-e a latin nyelvet? Hódmezővásárhely, 1914
- Az induktív kutatási módszer fejlődésének a története, Hódmezővásárhely, 1917
- Az indukció lényege és logikai alapjai, Hódmezővásárhely, 1923
- Határproblémák a fizika és a filozófia köréből, Debrecen, 1924
- Határproblémák a fizika és a filozófia köréből (1. A magánvaló kérdése; 2. Tér és idő, és a relativitáselmélet filozófiai vonatkozásai), Debrecen, 1927
- A matematikai földrajz elemei, Debrecen, 1927 (tankönyv)
- A filozófia a középiskolában, Protestáns Tanügyi Szemle, 1931, 412–416.
- Megjegyzések a középiskolai mennyiségtan tanítás didaktikájához és methodikájához Protestáns Tanügyi Szemle, 1936, 241–251.